# 竹内万里子
竹内 万里子（たけうち まりこ、1972年 - ）は、日本の写真評論家、写真批評家、京都芸術大学教授である。

## 来歴
東京都出身。1995年、早稲田大学政治経済学部政治学科卒業。東京綜合写真専門学校中退。1999年、早稲田大学大学院文学研究科芸術学専攻修士課程修了。ギャラリー勤務、早稲田大学非常勤講師、東京国立近代美術館客員研究員などを経て、2020年より京都芸術大学教授となり、2008年、フルブライト奨学金を受け渡米 した。パリ・フォト2008（日本特集）のゲスト・キュレーターも務めた。
20世紀末ごろから写真評論を開始。展覧会の企画・展覧会カタログへの寄稿、写真批評等の執筆・雑誌等での掲載（連載）、写真展の選考（新人発掘）、大学等での講義・講演などを行う。フランスなど海外での活躍も行っている。

## 主要著書など
- 日本の写真家101（飯沢耕太郎・編、新書館、2008年、共著）
  - 以下の写真家について執筆：石内都、杉本博司、島尾伸三、柴田敏雄、古屋誠一、瀬戸正人、北島敬三、畠山直哉、ホンマタカシ、松江泰治、金村修
- 『森山大道、写真を語る』（青弓社）
- 『鷹野隆大1993-1996』（蒼穹舎）
- 『鈴木龍一郎写真集　オデッセイ』（平凡社）

## 記事・インタビューなどが掲載された主たる雑誌
- 美術手帖
- STUDIO VOICE
- PhotoGRAPHICA
- 写真空間

## 主たる講義・講演
- 早稲田大学 現在写真講演会「写真は語らない」(細江英公、長島有里枝、高橋世織）(2001年11月3日)
- 京都造形芸術大学芸術表現・アートプロデュース学科（芸術論特講Ⅰ「1980年代と写真」、2007年9月）
- 写真表現大学「世界の写真フェスティバル ーその歩みと現状」（2009年9月30日）